# A Mulher Pública
La femme publique (bra/prt: A Mulher Pública) é um filme francês de 1984, do gênero drama, dirigido por Andrzej Zulawski.

## Sinopse
Ethel, uma jovem que quer se tornar atriz, trabalha como modelo fotográfica posando nua para fotógrafos amadores. A certa altura conhece Lucas Kesling, um realizador de sucesso que prepara uma adaptação de Les possédés de Dostoievski. A relação entre Ethel e Kesling torna-se apaixonada, mas conflituosa. O triângulo amoroso completa-se com a chegada de Milan, um exilado checoslovaco, manipulado politicamente para cometer um crime.

## Elenco
- Francis Huster: Lucas Kesling
- Valérie Kaprisky: Ethel
- Lambert Wilson: Milan Mliska
- Giselle Pascal: Gertrude
- Patrick Bauchau: o pai de Ethel
- Roger Dumas: André
- Lucas Belvaux: François